# Rohteichthys microlepis
El Rohteichthys microlepis  es una especie de pez actinopeterigio de agua dulce, la única del género monotípico Rohteichthys de la familia de los ciprínidos.

## Morfología
Con la forma del cuerpo típico de los ciprínidos, la longitud máxima descrita fue de un macho de 30 cm.

## Distribución y hábitat
Se distribuye por ríos y lagos tropicales de varias islas de Indonesia, desde Sumatra hasta el suroeste de la isla de Borneo. Vive en estas aguas con comportamiento demersal, donde es pescado por la población local para consumo.